# Hamburg-Blankenese
Blankenese är en fashionabel stadsdel i västra delen av den tyska staden Hamburg, vid Elbes norra strand. 13 385  invånare (2011). Blankenese är en del av Hamburg-Altona. Stadsdelen är känd för sin strand, Blankenese strand. Bussar trafikerar mellan pendeltågsstationen och stranden. Blankenese station trafikeras av Hamburgs pendeltåg.
Blankenese är en tidigare fiskeby, som första gången omnämndes 1301. På kullen Süllberg, som ligger i Blankenese, lät Adalbert av Bremen 1060 bygga en borg. 1927 blev Blankenese en del av Altona/Elbe, som 1938 gick upp i Hamburg.

## Bilder

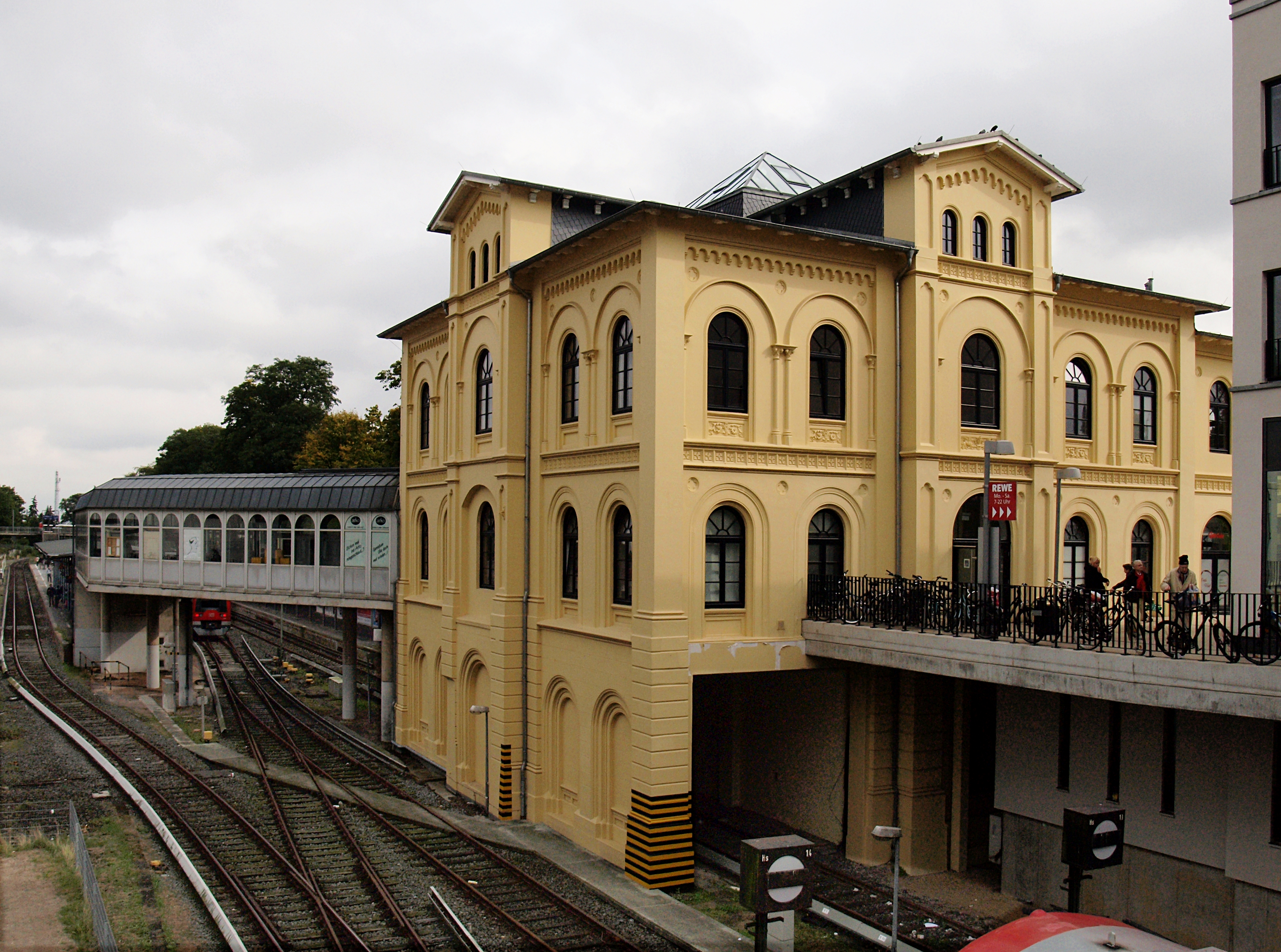
Blankenese station
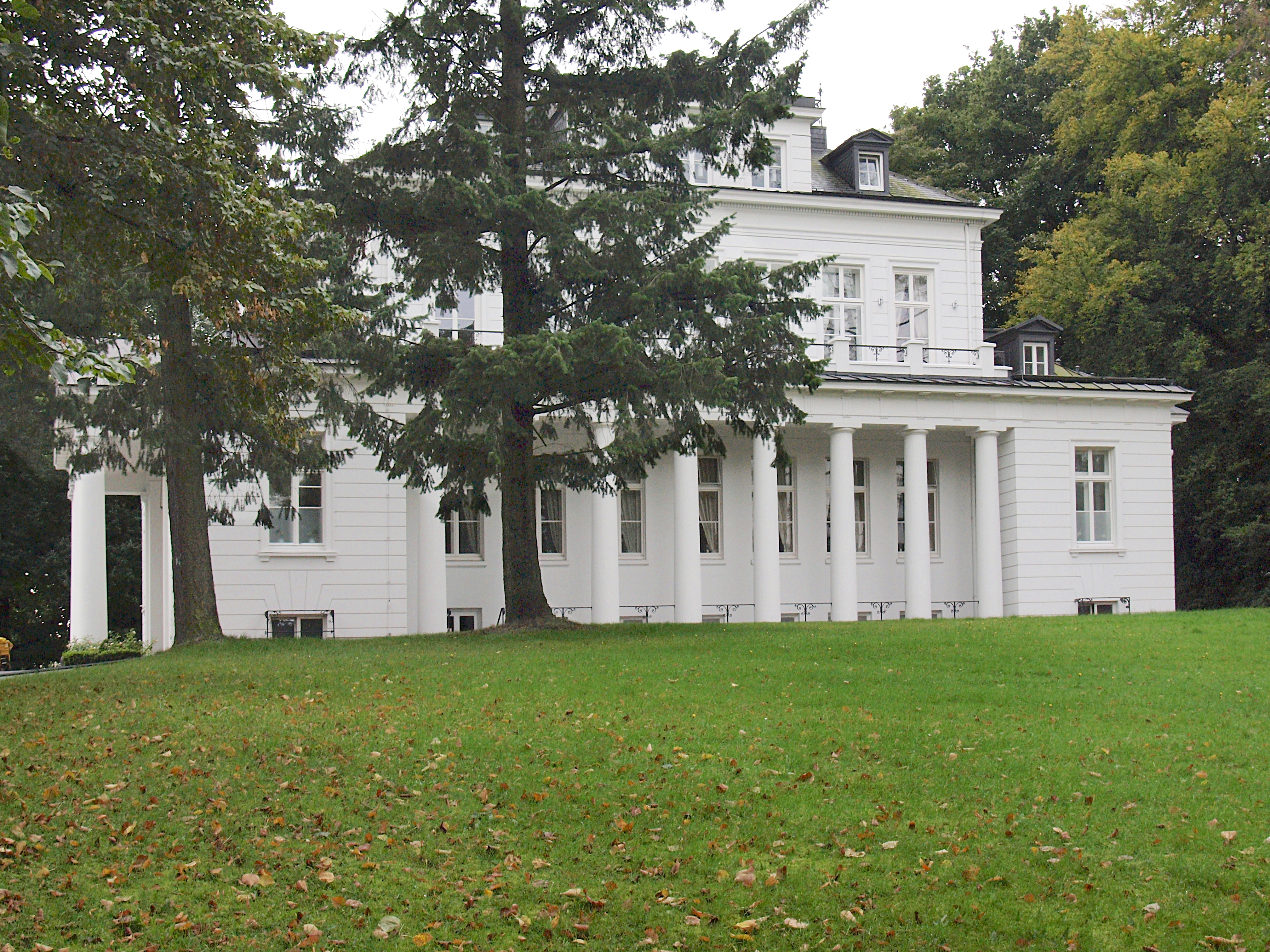
Gosslers Park